# Преображение Господне (Пиянец)
„Преображение Господне/Христово“ или Пиянечката църква (на македонска литературна норма: „Преображение Господне/Христово“, Пијанечка црква) е възрожденска църква, разположена край град Дебър, Северна Македония. Църквата е част от Дебърско-Реканското архиерейско наместничество на Дебърско-Кичевската епархия на Македонската православна църква – Охридска архиепископия.

## Описание
Църквата е разположена на един километър северно от Дебър. Представлява гробищният храм на напуснатото в 1912 година село Пиянец и е единствената запазена сграда от селото. Построена е вероятно през XIX век.